# Мистер Олимпия 1992
Мистер Олимпия 1992 — одно из самых значимых международных соревнований по культуризму, прошедшее под эгидой Международной федерации бодибилдинга (англ. International Federation of Bodybuilding, IFBB) с 12 сентября 1992 года Хельсинки, Финляндия. Впервые соревнование выиграл Дориан Ятс.

## Таблица
Место	Участник	№	Страна	1	2	3	Финал	Всего	Награда
- 1	Дориан Ятс	16	Англия	10	5	5	5	25	100 000
- 2	Кевин Леврон	1	США	11	10	16	12	49	50 000
- 3	Ли Лабрада	23	США	13	17	14	17	61	30 000
- 4	Шон Рэй	5	США	19	17	14	16	66	25 000
- 5	Мохаммед Беназиза	9	Франция	35	25	33	27	120	15 000
- 6	Винс Тейлор	19	США	34	37	25	28	124	12 000
- 7	Сонни Шмидт	20	Австралия	33	34	34	 	101	8 000
- 8	Портер Котрелл	7	США	30	35	40	 	105	7 000
- 9	Рон Лав	12	США	56	50	47	 	153	6 000
- 10	Тьерри Пастел	14	Франция	57	49	48	 	154	5 000
- 11	Стив Бризбоу	11	Канада	50	58	62	 	170
- 12	Лу Ферриньо	15	США	52	58	60	 	170
- 13	Альк Гюрли	18	США	58	57	56	 	171
- 14	Хендерсон Торн	17	Канада	78	69	68	 	215
- 15	Францис Бенфатто	10	Франция	73	80	75	 	228
- —	Самир Банну	2	Ливан
- —	Хосе Гузман	4
- —	Мирослав Дашкевич	22	Польша
- —	Ронни Колеман	21	США
- —	Патрик Николз	13	Барбадос
- —	Милош Сарцев	6	Югославия
- —	Юухани Херранен	8	Финляндия